# Diósdi TC
A Diósdi Torna Club-SELECT, egy 1919-ben alapított magyar labdarúgóklub. Székhelye Diósd.

## Névváltozások
- 1919–? Diósdi Torna Club
- ? Diósdi Csapágy-gyári Vasas
- 1990–? Diósdi Torna Club
- ?- Diósdi Torna Club-SELECT

## Sikerek
Szabad Föld-kupa
- Döntős: 1966